# Joan Miró. L'escala de l'evasió

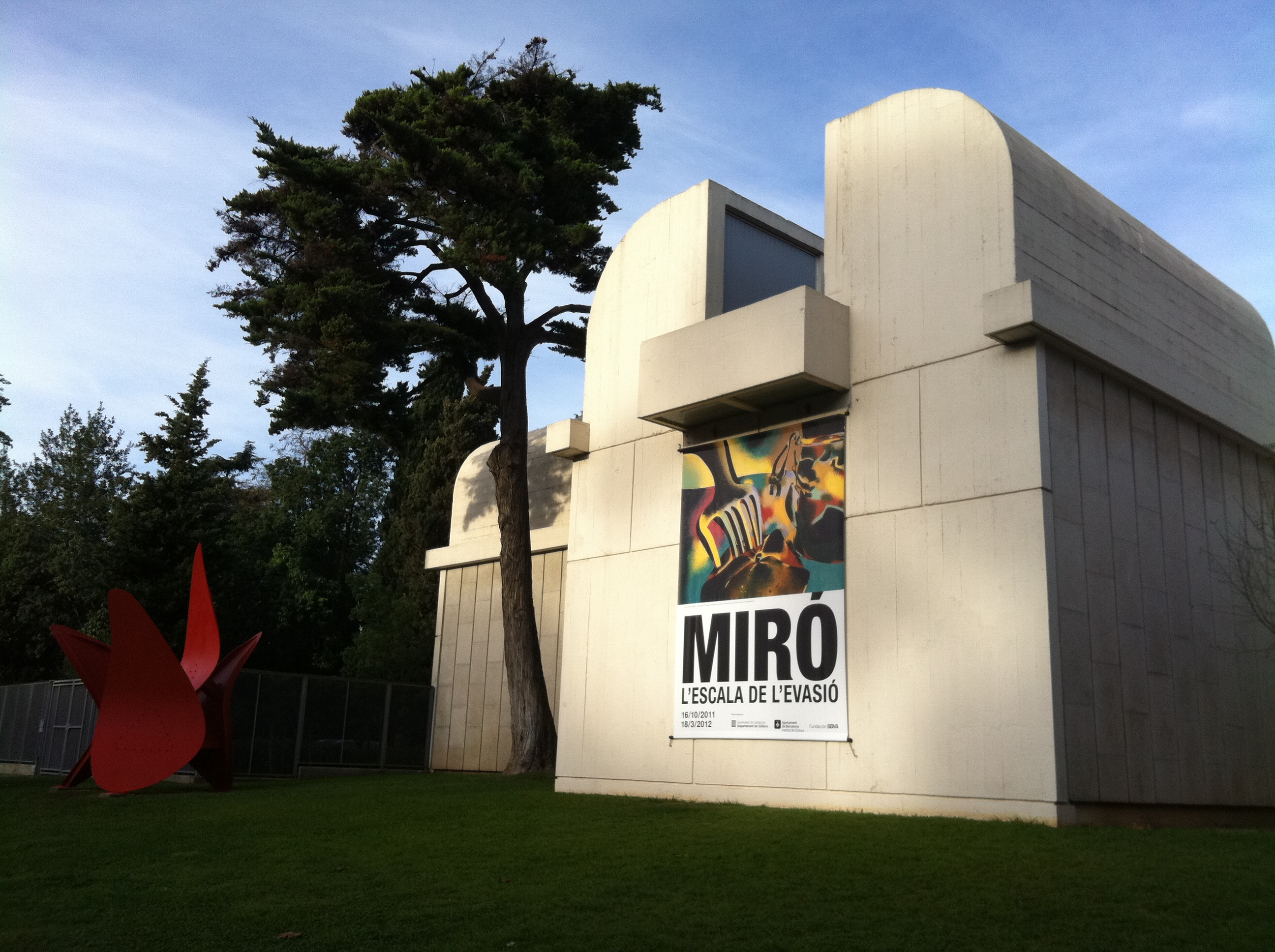
Cartell a l'entrada de la Fundació, on es pot veure l'obra Natura morta del sabatot

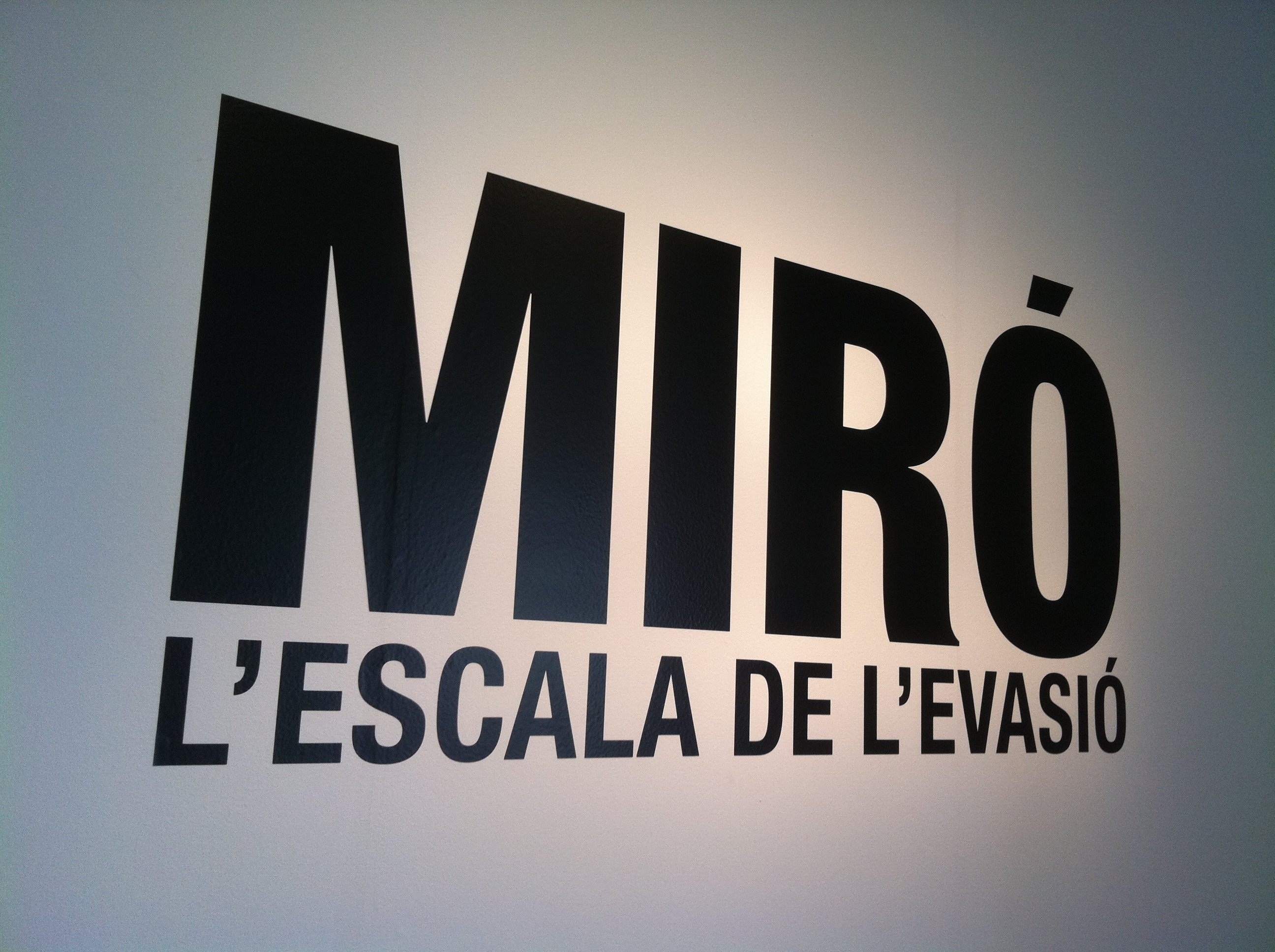
Cartell d'entrada a l'exposició

«Joan Miró. L'escala de l'evasió» va ser una exposició organitzada per la Fundació Joan Miró en col·laboració amb la Tate Modern de Londres que va tenir lloc a la seu de la Fundació Joan Miró (Parc de Montjuïc, Barcelona) entre el 16 d'octubre de 2011 i el 18 de març de 2012. Aquesta exposició temporal va reunir més de 170 obres —pintures, escultures i obra damunt paper— de Joan Miró, provinents de col·leccions públiques i privades d'arreu del món. L'exposició fou patrocinada per la Generalitat de Catalunya, l'Ajuntament de Barcelona i la Fundación BBVA. Va tancar amb 236.067 visitants, sent la segona exposició més visitada del 2012 a Catalunya.
La mostra va posar de manifest el compromís de l'artista amb el seu temps i el seu país. Va ser una de les exposicions retrospectives sobre l'artista català més importants d'ençà que es va celebrar el seu centenari l'any 1993. L'exposició analitzava que Miró va viure uns temps turbulents i no va ser immune als seus efectes. Malgrat el seu instint per allunyar-se'n, ell mateix admetia que «no hi ha cap torre d'ivori» i que «"l'escala de l'evasió" ha d'estar ben arrelada en la realitat per conduir a la creativitat».
| «           | Nosaltres, els catalans, pensem que s'han de tenir els peus solidàriament posats a terra si es vol volar per l'aire. El fet que jo davalli a la terra de tant en tant em permet de saltar tot seguit més alt. | » |
| — Joan Miró | |   |

## Història

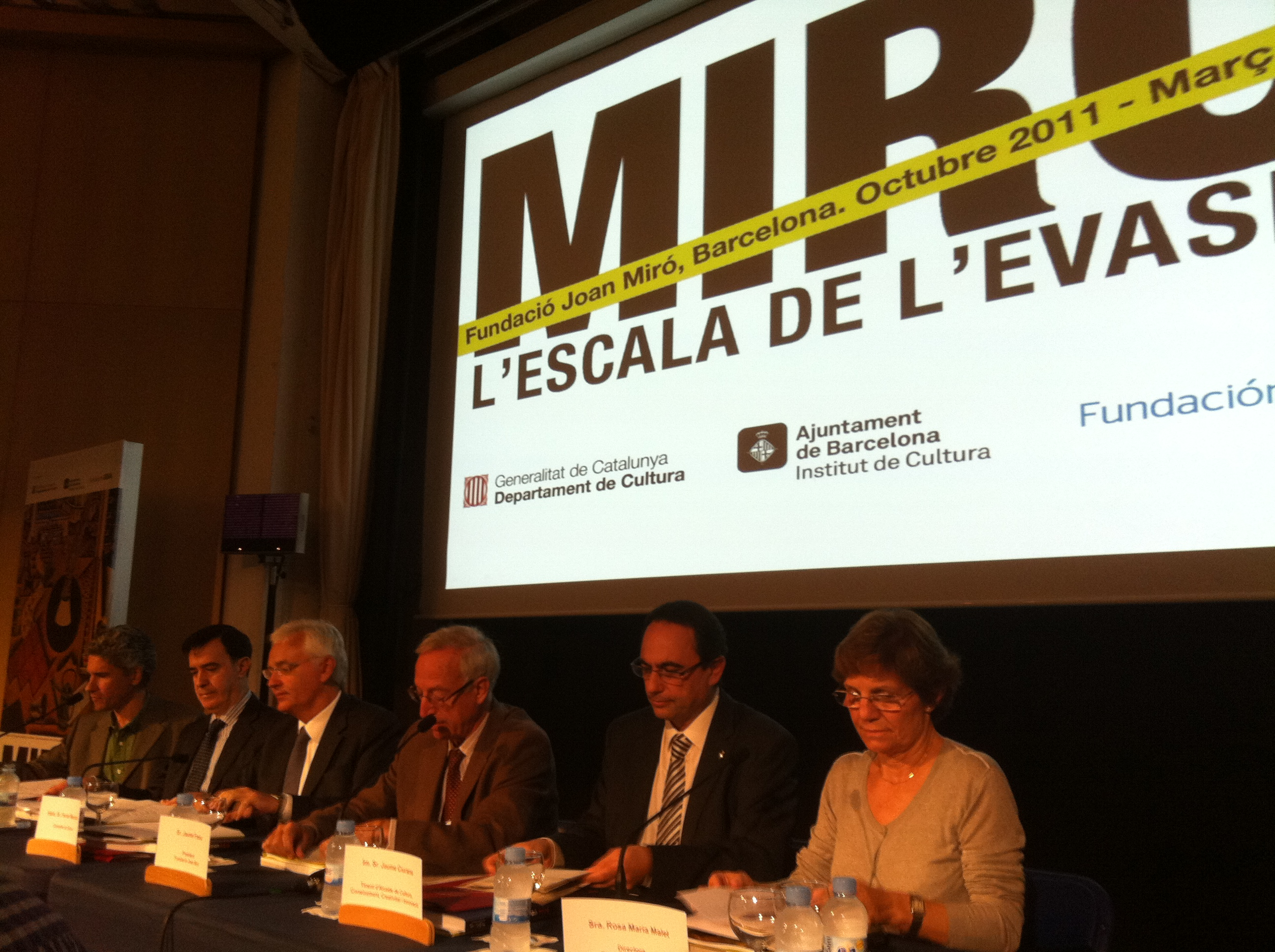
Roda de premsa de presentació, amb Rosa Maria Malet a la dreta.

La idea del projecte va sorgir d'una conversa entre Rosa Maria Malet, directora de la fundació, i Vicent Todolí, exdirector de la Tate Modern londinenca, qui volia fer una gran retrospectiva sobre el mestre català a Londres.
| «                  | Aquesta va ser la idea inicial, presentar una panoràmica de Miró, però vam creure que havíem de fer un pas més enllà: remarcar de manera especial el vincle i la pertinença al seu lloc d'origen i fer evident el seu compromís ètic, constància i llibertat en una època marcada per les guerres i el franquisme. | » |
| — Rosa Maria Malet | |   |

L'exposició, però, va ser concebuda i desenvolupada pels comissaris de la Tate Modern Matthew Gale, Marko Daniel i per Teresa Montaner, conservadora en cap de la Fundació barcelonina. Gale assegurà que l'anàlisi sobre el compromís de Miró s'ha realitzat al voltant de la concepció de la llibertat de l'artista, fos aquesta social, política, poètica o mental.
Joan Miró fou un dels artistes més destacats del segle xx. El llenguatge surrealista de símbols que ell mateix va crear sovint genera un sentiment de llibertat i una energia singulars, arran del seu imaginar fantàstic i de l'ús de colors vius. Aquesta exposició examina alguns moments claus de la trajectòria de l'artista, posant de manifest el compromís que aquest tenia amb el seu temps i el seu país. Els prínceps d'Astúries van inaugurar l'exposició el 15 d'octubre, en un acte on també van assistir Ángeles González-Sinde i el conseller de cultura, Ferran Mascarell, entre altres personalitats.

### Londres
L'exposició es va presentar prèviament a la Tate Modern de Londres, on va rebre 303.000 visites. Un cop va finalitzar la seva presentació a Barcelona, va viatjar a la National Gallery of Art de Washington, on la mostra començarà el maig del 2012.

## Descripció

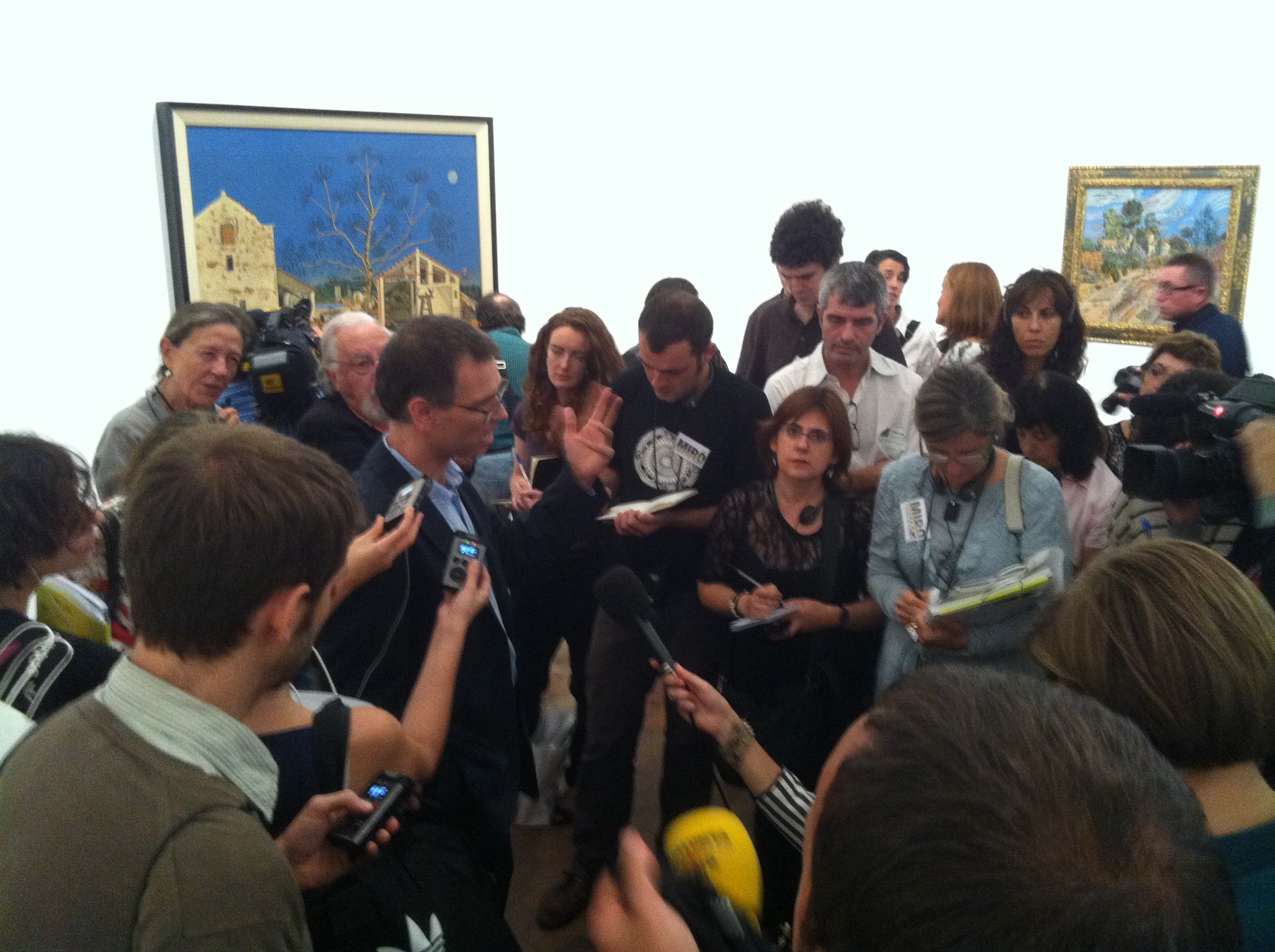
Un dels conservadors de l'exposició explicant la seva tesi a la premsa.

L'exposició va fer una revisió d'un període de producció de l'artista que abasta gairebé seixanta anys, tot mostrant la sensibilitat i el posicionament de Joan Miró davant d'uns esdeveniments que van marcar la història del segle xx.
Les primeres sales de la mostra analitzaven els vincles de Joan Miró amb la seva Catalunya natal, parant especial atenció a la seva relació amb el Mas Miró i amb Mont-roig del Camp, sense oblidar el canvi de paradigma que li va suposar la seva estada a París, el contacte amb els poetes i la creativitat surrealista. En aquestes sales es van poder veure obres com La masia o la sèrie Cap de pagès català.
Les següents sales exploraven la reacció de Miró davant el drama de la Guerra Civil espanyola, i com aquest va reaccionar creant les seves pintures salvatges o obres com la Natura morta del sabatot o la Sèrie Barcelona. En aquella època el pintor va acceptar un encàrrec del Govern de la República, i va pintar el segell Aidez l'Espagne i El Segador (Pagès català en revolta) per al Pavelló Espanyol de República de l'Exposició Internacional de París de 1937, obres que es mostrarien al costat del Guernica de Pablo Picasso. La Segona Guerra Mundial també el va influenciar, provocant una resposta més íntima, les cèlebres Constel·lacions.
La zona final de l'exposició analitzava els darrers anys de la dictadura franquista. D'aquesta època es van mostrar obres com el tríptic L'esperança del condemnat a mort, Maig 1968 i la sèrie de Teles cremades.

## Llista d'obres
| Títol | Any         | Format                                                                                     | Mides (cm)         | Museu                                                           | Ciutat           |
| --- | ----------- | ------------------------------------------------------------------------------------------ | ------------------ | --------------------------------------------------------------- | ---------------- |
| Nord-Sud | 1917        | Oli damunt tela                                                                            | 63 x 70            | Col·lecció Maeght                                               | París            |
| Retrat de Vicenç Nubiola | 1917        | Oli damunt tela                                                                            | 103,5 x 113        | Folkwang Museum                                                 | Essen            |
| La masia | 1921-1922   | Oli damunt tela                                                                            | 132 x 147          | National Gallery of Art                                         | Washington DC    |
| La rodera | 1918        | Oli damunt tela                                                                            | 75 x 75            | Col·lecció privada                                              | ND               |
| La casa de la palmera | 1918        | Oli damunt tela                                                                            | 65 x 73            | Museo Nacional Centro de Arte Reina Sofía                       | Madrid           |
| Hort amb ase | 1918        | Oli damunt tela                                                                            | 64 x 70            | Moderna Museet                                                  | Estocolm         |
| Mont-roig, l'església i el poble                                                                                               | 1919        | Oli damunt tela                                                                            | 73 x 60            | Col·lecció privada                                              | ND               |
| L'àpat dels masovers | 1925        | Oli damunt tela                                                                            | 33,5 x 46,5        | Col·lecció privada                                              | ND               |
| La terra llaurada | 1923-1924   | Oli damunt tela                                                                            | 66 x 92,7          | Solomon R. Guggenheim Museum                                    | Nova York        |
| Paisatge català (El caçador)                                                                                                   | 1923-1924   | Oli damunt tela                                                                            | 65 x 100           | The Museum of Modern Art                                        | Nova York        |
| El català | 1925        | Oli i llapis damunt tela                                                                   | 100 x 81           | Centre Pompidou                                                 | París            |
| Cap de pagès català | 1925        | Oli damunt tela                                                                            | 92 x 73,2          | Tate i Scottish National Gallery of Modern Art                  | Edimburg         |
| Cap de pagès català | 1924        | Oli damunt tela                                                                            | 146 x 114          | National Gallery of Art                                         | Washington       |
| Cap de pagès català | 1925        | Oli damunt tela                                                                            | 147 x 115          | Moderna Museet                                                  | Estocolm         |
| Pagès català amb guitarra | 1924        | Oli damunt tela                                                                            | 146 x 114          | Museo Thyssen-Bornemisza                                        | Madrid           |
| Gos bordant a la lluna | 1926        | Oli damunt tela                                                                            | 73 x 92            | Museu d'Art de Filadèlfia                                       | Filadèlfia       |
| Paisatge (la llebre) | 1927        | Oli damunt tela                                                                            | 129,6 x 194,6      | Solomon R. Guggenheim Museum                                    | Nova York        |
| Pintura | 1925        | Oli damunt tela                                                                            | 100 x 81           | Museo Nacional Centro de Arte Reina Sofía                       | Madrid           |
| Flama en l'espai i dona nua | 1932        | Oli damunt cartó                                                                           | 41 x 32            | Fundació Joan Miró                                              | Barcelona        |
| Home i dona davant d'un munt d'excrements                                                                                      | 1935        | Oli damunt coure                                                                           | 23 x 32            | Fundació Joan Miró                                              | Barcelona        |
| Nocturn | 1935        | Oli damunt coure                                                                           | 42 x 29,2          | Museu d'Art de Cleveland                                        | Cleveland (Ohio) |
| Dues banyistes | 1936        | Guaix damunt paper                                                                         | 49 x 65            | Col·lecció El Conventet                                         | Barcelona        |
| Dona | 1934        | Pastel damunt paper                                                                        | 107,9 x 71,1       | Frederick R. Weisman Art Collection                             | Los Angeles      |
| Personatge | 1934        | Pastel damunt paper, muntat damunt tela                                                    | 108 x 72,8         | Musée des Beaux-Arts                                            | Lió              |
| Personatge | 1934        | Llapis carbó, pastel i llapis damunt paper damunt tela                                     | 107 x 72           | Fundació Joan Miró                                              | Barcelona        |
| Metamorfosi | 1936        | Llapis, aquarel·la, tinta xinesa i collage de diari damunt paper                           | 48 x 64            | Col·lecció de la Pierre and Tana Matisse Foundation             | Nova York        |
| Metamorfosi | 1936        | Llapis, aquarel·la, collage i calcomania damunt paper                                      | 64 x 48            | Col·lecció de la Pierre and Tana Matisse Foundation             | Nova York        |
| Metamorfosi | 1936        | Llapis, tinta xinesa, aquarel·la, collage de diari i calcomania damunt paper               | 59 x 47,8          | Cortesia Galerie Gmurzynska                                     | Zúric            |
| Metamorfosi | 1936        | Tinta xinesa, aquarel·la, llapis, calcomania i collage de diari damunt paper               | 48 x 64            | Col·lecció de Richard i Mary L. Gray i el Gray Collection Trust | ND               |
| Metamorfosi | 1936        | Llapis, tinta xinesa, collage de diari i calcomania damunt paper                           | 63,5 x 47          | Col·lecció privada. Cortesia Galerie Zlotowsky                  | París            |
| Pintura | 1936        | Oli, caseïna, quitrà i sorra damunt masonita                                               | 78 x 108           | Col·lecció Nahmad                                               | Suïssa           |
| Pintura | 1936        | Oli, caseïna, quitrà i sorra damunt masonite                                               | 78 x 108           | Col·lecció Nahmad                                               | Suïssa           |
| Pintura | 1936        | Oli, caseïna, quitrà i sorra damunt masonite                                               | 78 x 108           | Col·lecció Nahmad                                               | Suïssa           |
| Pintura | 1936        | Oli, caseïna, quitrà i sorra damunt masonite                                               | 78 x 108           | Col·lecció Nahmad                                               | Suïssa           |
| Pintura | 1936        | Oli, caseïna, quitrà i sorra damunt masonite                                               | 78 x 108           | Fundació Joan Miró                                              | Barcelona        |
| Cahiers d'art | 1937        | Revista                                                                                    | 31,7 x 22,5 x 4,5  | Fundació Joan Miró                                              | Barcelona        |
| Verve no. 5-6 | 1939        | ND                                                                                         | 36,7 x 24,8        | Tate Library                                                    | Londres          |
| Autoretrat | 1938        | Llapis grafit damunt paper                                                                 | 16,9 x 21,9        | Fundació Joan Miró                                              | Barcelona        |
| Autoretrat | 1938        | Llapis grafit damunt paper                                                                 | 16,9 x 21,9        | Fundació Joan Miró                                              | Barcelona        |
| Autoretrat | 1938        | Llapis grafit damunt paper                                                                 | 16,9 x 21,9        | Fundació Joan Miró                                              | Barcelona        |
| Autoretrat | 1938        | Llapis grafit damunt paper                                                                 | 16,9 x 21,9        | Fundació Joan Miró                                              | Barcelona        |
| Autoretrat | 1938        | Llapis grafit damunt paper                                                                 | 16,9 x 21,9        | Fundació Joan Miró                                              | Barcelona        |
| Autoretrat | 1938        | Llapis grafit damunt paper de diari                                                        | 3,4 x 12           | Fundació Joan Miró                                              | Barcelona        |
| Autoretrat | 1938        | Llapis grafit damunt paper                                                                 | 16,9 x 21,9        | Fundació Joan Miró                                              | Barcelona        |
| Autoretrat | 1938        | Llapis grafit damunt paper                                                                 | 16,9 x 21,9        | Fundació Joan Miró                                              | Barcelona        |
| Autoretrat | 1942        | Llapis grafit damunt paper de diari                                                        | 26,5 x 25          | Fundació Joan Miró                                              | Barcelona        |
| Autoretrat | 1942        | Llapis grafit damunt paper de sobre                                                        | 12,4 x 17,5        | Fundació Joan Miró                                              | Barcelona        |
| Anotacions | 1942        | Llapis grafit damunt paper de sobre                                                        | 12,4 x 17,5        | Fundació Joan Miró                                              | Barcelona        |
| L'objecte de la posta de sol                                                                                                   | 1935 – 1936 | Fusta pintada (soca de garrofer), molla de somier, cremador de gas, cadena, grilló i corda | 68 x 44 x 26       | Centre Pompidou                                                 | París            |
| Cap d'home | 1937        | Guaix damunt paper negre                                                                   | 65,4 x 50,5        | The Museum of Modern Art                                        | Nova York        |
| Natura morta del sabatot | 1937        | Oli damunt tela                                                                            | 81,3 x 116,8       | The Museum of Modern Art                                        | Nova York        |
| Dona nua pujant l'escala | 1937        | Llapis carbó damunt cartolina                                                              | 78 x 55,8          | Fundació Joan Miró                                              | Barcelona        |
| Cap | 1937        | Oli amb collage de tovallola i pintura damunt celotex                                      | 121,8 x 91,4       | Fundació Joan Miró                                              | Barcelona        |
| Aidez l'Espagne | 1937        | Pochoir                                                                                    | 31 x 24,3          | Fundació Joan Miró                                              | Barcelona        |
| Dona en revolta | 1938        | Aquarel·la i llapis damunt paper                                                           | 57,4 x 74,3        | Centre Pompidou                                                 | París            |
| Nocturn | 1938        | Oli damunt cartolina                                                                       | 54 x 73            | Col·lecció privada                                              | ND               |
| Sense títol | 1937        | Llapis i guaix damunt paper                                                                | 106 x 75           | Fundació Joan Miró                                              | Barcelona        |
| Pintura-poema («Un estel acarona el pit d'una negra»)                                                                          | 1938        | Oli damunt tela                                                                            | 129,5 x 194,3      | Tate                                                            | Londres          |
| Noia mig morena mig pèl-roja lliscant damunt la sang de jacints gelats d'un camp de futbol en flames                           | 1939        | Oli damunt tela                                                                            | 130 x 195          | Col·lecció de Batsheva i Ronald Ostrow                          | ND               |
| El vol de l'ocell damunt la plana II                                                                                           | 1939        | Oli damunt tela                                                                            | 81 x 100           | Col·lecció Nahmad                                               | Suïssa           |
| El vol de l'ocell damunt la plana III                                                                                          | 1939        | Oli damunt tela                                                                            | 89,5 x 115,6       | Solomon R. Guggenheim Museum                                    | Nova York        |
| Personatges sobre fons vermell                                                                                                 | 1939 (c.)   | Guaix damunt paper                                                                         | 48 x 63,5          | Fundació Joan Miró                                              | Barcelona        |
| Sèrie Barcelona (1) | 1944        | Litografia                                                                                 | 70 x 52,3          | Fundació Joan Miró                                              | Barcelona        |
| Sèrie Barcelona (2) | 1944        | Litografia                                                                                 | 70 x 49,8          | Fundació Joan Miró                                              | Barcelona        |
| Sèrie Barcelona (3) | 1944        | Litografia                                                                                 | 70 x 52,8          | Fundació Joan Miró                                              | Barcelona        |
| Sèrie Barcelona (4) | 1944        | Litografia                                                                                 | 70,1 x 52,3        | Fundació Joan Miró                                              | Barcelona        |
| Sèrie Barcelona (5) | 1944        | Litografia                                                                                 | 70x 53,3           | Fundació Joan Miró                                              | Barcelona        |
| Sèrie Barcelona (6) | 1944        | Litografia                                                                                 | 70x 52,4           | Fundació Joan Miró                                              | Barcelona        |
| Sèrie Barcelona (7) | 1944        | Litografia                                                                                 | 70,1 x 52,4        | Fundació Joan Miró                                              | Barcelona        |
| Sèrie Barcelona (8) | 1944        | Litografia                                                                                 | 70x 53             | Fundació Joan Miró                                              | Barcelona        |
| Sèrie Barcelona (9) | 1944        | Litografia                                                                                 | 70x 53             | Fundació Joan Miró                                              | Barcelona        |
| Sèrie Barcelona (10) | 1944        | Litografia                                                                                 | 70x 52             | Fundació Joan Miró                                              | Barcelona        |
| Sèrie Barcelona (11) | 1944        | Litografia                                                                                 | 70x 53,3           | Fundació Joan Miró                                              | Barcelona        |
| Sèrie Barcelona (12) | 1944        | Litografia                                                                                 | 70x 53             | Fundació Joan Miró                                              | Barcelona        |
| Sèrie Barcelona (13) | 1944        | Litografia                                                                                 | 70,2 x 53          | Fundació Joan Miró                                              | Barcelona        |
| Sèrie Barcelona (14) | 1944        | Litografia                                                                                 | 70,2 x 53          | Fundació Joan Miró                                              | Barcelona        |
| Sèrie Barcelona (15) | 1944        | Litografia                                                                                 | 70x 52,9           | Fundació Joan Miró                                              | Barcelona        |
| Sèrie Barcelona (16) | 1944        | Litografia                                                                                 | 70x 53,3           | Fundació Joan Miró                                              | Barcelona        |
| Sèrie Barcelona (17) | 1944        | Litografia                                                                                 | 70x 53,2           | Fundació Joan Miró                                              | Barcelona        |
| Sèrie Barcelona (18) | 1944        | Litografia                                                                                 | 70,1 x 53,3        | Fundació Joan Miró                                              | Barcelona        |
| Sèrie Barcelona (19) | 1944        | Litografia                                                                                 | 70,1 x 52,4        | Fundació Joan Miró                                              | Barcelona        |
| Sèrie Barcelona (20) | 1944        | Litografia                                                                                 | 70,1 x 53          | Fundació Joan Miró                                              | Barcelona        |
| Sèrie Barcelona (21) | 1944        | Litografia                                                                                 | 70,1 x 53          | Fundació Joan Miró                                              | Barcelona        |
| Sèrie Barcelona (22) | 1944        | Litografia                                                                                 | 70x 53             | Fundació Joan Miró                                              | Barcelona        |
| Sèrie Barcelona (23) | 1944        | Litografia                                                                                 | 70x 53             | Fundació Joan Miró                                              | Barcelona        |
| Barcelona (24) | 1944        | Litografia                                                                                 | 70,1 x 52,8        | Fundació Joan Miró                                              | Barcelona        |
| Sèrie Barcelona (25) | 1944        | Litografia                                                                                 | 70x 52,9           | Fundació Joan Miró                                              | Barcelona        |
| Sèrie Barcelona (26) | 1944        | Litografia                                                                                 | 70,2 x 52,4        | Fundació Joan Miró                                              | Barcelona        |
| Sèrie Barcelona (27) | 1944        | Litografia                                                                                 | 70,2 x 53,1        | Fundació Joan Miró                                              | Barcelona        |
| Sèrie Barcelona (28) | 1944        | Litografia                                                                                 | 70,1 x 52,3        | Fundació Joan Miró                                              | Barcelona        |
| Sèrie Barcelona (29) | 1944        | Litografia                                                                                 | 70x 52,8           | Fundació Joan Miró                                              | Barcelona        |
| Sèrie Barcelona (30) | 1944        | Litografia                                                                                 | 70,1 x 53,2        | Fundació Joan Miró                                              | Barcelona        |
| Sèrie Barcelona (31) | 1944        | Litografia                                                                                 | 70x 52             | Fundació Joan Miró                                              | Barcelona        |
| Sèrie Barcelona (32) | 1944        | Litografia                                                                                 | 70,1 x 53          | Fundació Joan Miró                                              | Barcelona        |
| Sèrie Barcelona (33) | 1944        | Litografia                                                                                 | 70x 53             | Fundació Joan Miró                                              | Barcelona        |
| Sèrie Barcelona (34) | 1944        | Litografia                                                                                 | 70x 52,5           | Fundació Joan Miró                                              | Barcelona        |
| Sèrie Barcelona (35) | 1944        | Litografia                                                                                 | 70,1 x 52,5        | Fundació Joan Miró                                              | Barcelona        |
| Sèrie Barcelona (36) | 1944        | Litografia                                                                                 | 70x 53,2           | Fundació Joan Miró                                              | Barcelona        |
| Sèrie Barcelona (37) | 1944        | Litografia                                                                                 | 70,1 x 53          | Fundació Joan Miró                                              | Barcelona        |
| Sèrie Barcelona (38) | 1944        | Litografia                                                                                 | 70,2 x 53,3        | Fundació Joan Miró                                              | Barcelona        |
| Sèrie Barcelona (39) | 1944        | Litografia                                                                                 | 70x 52,4           | Fundació Joan Miró                                              | Barcelona        |
| Sèrie Barcelona (40) | 1944        | Litografia                                                                                 | 70x 52,3           | Fundació Joan Miró                                              | Barcelona        |
| Sèrie Barcelona (41) | 1944        | Litografia                                                                                 | 70,2 x 52,5        | Fundació Joan Miró                                              | Barcelona        |
| Sèrie Barcelona (42) | 1944        | Litografia                                                                                 | 47,5 x 60          | Fundació Joan Miró                                              | Barcelona        |
| Sèrie Barcelona (43) | 1944        | Litografia                                                                                 | 47,6 x 59,7        | Fundació Joan Miró                                              | Barcelona        |
| Sèrie Barcelona (44) | 1944        | Litografia                                                                                 | 35,5 x 47,2        | Fundació Joan Miró                                              | Barcelona        |
| Sèrie Barcelona (45) | 1944        | Litografia                                                                                 | 35,2 x 47,5        | Fundació Joan Miró                                              | Barcelona        |
| Sèrie Barcelona (46) | 1944        | Litografia                                                                                 | 35,5 x 47,8        | Fundació Joan Miró                                              | Barcelona        |
| Sèrie Barcelona (47) | 1944        | Litografia                                                                                 | 33,7 x 47,2        | Fundació Joan Miró                                              | Barcelona        |
| Sèrie Barcelona (48) | 1944        | Litografia                                                                                 | 35 x 46,3          | Fundació Joan Miró                                              | Barcelona        |
| Sèrie Barcelona (49) | 1944        | Litografia                                                                                 | 34,7 x 47,9        | Fundació Joan Miró                                              | Barcelona        |
| Sèrie Barcelona (50) | 1944        | Litografia                                                                                 | 47 x 35            | Fundació Joan Miró                                              | Barcelona        |
| L'estel matinal | 1940        | Guaix, oli i pastel damunt paper                                                           | 38 x 46            | Fundació Joan Miró                                              | Barcelona        |
| La sortida del sol | 1940        | Guaix, oli i pastel damunt paper                                                           | 37,8 x 45,6        | Toledo Museum of Art                                            | Toledo           |
| L'escala de l'evasió | 1940        | Guaix, aquarel·la i tinta damunt paper                                                     | 40 x 47,6          | The Museum of Modern Art                                        | Nova York        |
| Dona i ocells | 1940        | Guaix, oli i pastel damunt paper                                                           | 38,1 x 45,7        | Colección Patricia Phelps de Cisneros                           | ND               |
| El pas de l'ocell diví | 1941        | Guaix, oli i pastel damunt paper                                                           | 45,7 x 37,8        | Toledo Museum of Art                                            | Toledo           |
| Dones encerclades pel vol d'un ocell                                                                                           | 1941        | Guaix, oli i pastel damunt paper                                                           | 47,5 x 38,1        | Col·lecció privada. Cortesia Galerie 1900-2000                  | París            |
| Cap a l'arc de Sant Martí | 1941        | Guaix, oli i pastel damunt paper                                                           | 46 x 38            | The Metropolitan Museum of Art                                  | Nova York        |
| Projecte per a un monument | 1951        | Escultura-objecte. Pedra, os, Guaix, oli, ganxo de porcellana i ferro                      | 45 x 20 x 14       | Fundació Joan Miró                                              | Barcelona        |
| Projecte per a un monument | 1951        | Escultura-objecte. Timbre, ferro, ganxo de porcellana, oli i llapis gras damunt ciment     | 53,5 x 13,5 x 17   | Fundació Joan Miró                                              | Barcelona        |
| Projecte per a un monument | 1951        | Escultura-objecte. Ferro, cuir, oli, guaix i llapis gras damunt ciment                     | 41 x 20 x 16       | Fundació Joan Miró                                              | Barcelona        |
| Dona | 1946        | Escultura-objecte. Os, pedra esmoladora, ferro i oli damunt gres                           | 54 x 23 x 19       | Fundació Joan Miró                                              | Barcelona        |
| Dona somiant l'evasió | 1945        | Oli damunt tela                                                                            | 130 x 162          | Fundació Joan Miró                                              | Barcelona        |
| Dones i ocell al clar de lluna                                                                                                 | 1949        | Oli damunt tela                                                                            | 81,3 x 65          | Tate                                                            | Londres          |
| Missatge d'amic | 1964        | Oli damunt tela                                                                            | 262 x 275,5        | Tate                                                            | Londres          |
| Madame Bou-Bou a l'alba en despertar-se                                                                                        | 1960        | Oli i llapis damunt tela                                                                   | 130 x 162          | Ceil Pulitzer                                                   | ND               |
| Autoretrat, 1937 – 1938 | 1960        | Oli i llapis damunt tela                                                                   | 146,5 x 97         | Fundació Joan Miró                                              | Barcelona        |
| Blau I | 1961        | Oli damunt tela                                                                            | 270 x 355          | Centre Pompidou                                                 | París            |
| Blau II | 1961        | Oli damunt tela                                                                            | 270 x 355          | Centre Pompidou                                                 | París            |
| Blau III | 1961        | Oli damunt tela                                                                            | 270 x 355          | Centre Pompidou                                                 | París            |
| Cabell perseguit per 2 planetes                                                                                                | 1968        | Acrílic damunt tela                                                                        | 195 x 130          | Fundació Joan Miró                                              | Barcelona        |
| Gota d'aigua damunt la neu rosa                                                                                                | 1968        | Oli damunt tela                                                                            | 195,5 x 130,5      | Col·lecció privada                                              | ND               |
| Pintura sobre fons blanc per a la cel·la d'un solitari (I)                                                                     | 1968        | Acrílic damunt tela                                                                        | 268 x 352          | Fundació Joan Miró                                              | Barcelona        |
| Pintura sobre fons blanc per a la cel·la d'un solitari (II)                                                                    | 1968        | Acrílic damunt tela                                                                        | 267 x 350          | Fundació Joan Miró                                              | Barcelona        |
| Pintura sobre fons blanc per a la cel·la d'un solitari (III)                                                                   | 1968        | Acrílic damunt tela                                                                        | 267 x 351          | Fundació Joan Miró                                              | Barcelona        |
| Paisatge | 1968        | Acrílic damunt tela                                                                        | 130 x 195          | Fundació Joan Miró                                              | Barcelona        |
| Dona | 1966        | Bronze                                                                                     | 41,5 x 18 x 3,5    | Fundació Joan Miró                                              | Barcelona        |
| Personatge i ocell | 1966        | Bronze                                                                                     | 47,5 x 26 x 20     | Fundació Joan Miró                                              | Barcelona        |
| L'esperança del condemnat a mort I                                                                                             | 1974        | Acrílic damunt tela                                                                        | 267 x 351          | Fundació Joan Miró                                              | Barcelona        |
| L'esperança del condemnat a mort II                                                                                            | 1974        | Acrílic damunt tela                                                                        | 267 x 351          | Fundació Joan Miró                                              | Barcelona        |
| L'esperança del condemnat a mort III                                                                                           | 1974        | Acrílic damunt tela                                                                        | 267 x 351          | Fundació Joan Miró                                              | Barcelona        |
| Mans volant cap a les constel·lacions                                                                                          | 1974        | Acrílic damunt tela                                                                        | 260,5 x 681        | Fundació Joan Miró                                              | Barcelona        |
| Baix relleu | 1970        | Bronze                                                                                     | 86,5 x 31,5 x 13   | Fundació Joan Miró                                              | Barcelona        |
| Cap | 1968        | Bronze                                                                                     | 42,5 x 26 x 16     | Fundació Joan Miró                                              | Barcelona        |
| Cap | 1968        | Bronze                                                                                     | 43,5 x 24,5 x 9    | Fundació Joan Miró                                              | Barcelona        |
| Esbós del mural executat a les finestres del Col·legi Oficial d'Arquitectes de Catalunya i Balears per l'exposició «Miró otro» | 1969        | Tinta i llapis cera damunt paper                                                           | 15,5 x 176         | STUDIO PER, arquitectos                                         | ND               |
| Tela cremada I | 1973        | Acrílic damunt tela, posteriorment estripada i cremada                                     | 130 x 195          | Fundació Joan Miró                                              | Barcelona        |
| Tela cremada II | 1973        | Acrílic damunt tela, posteriorment estripada i cremada                                     | 195 x 130          | Col·lecció privada                                              | ND               |
| Tela cremada IV | 1973        | Acrílic damunt tela, posteriorment estripada i cremada                                     | 130 x 195          | Fundació Joan Miró                                              | Barcelona        |
| Tela cremada V | 1973        | Acrílic damunt tela, posteriorment estripada i cremada                                     | 195 x 130          | Fundació Joan Miró                                              | Barcelona        |
| Maig 1968 | 1973        | Acrílic i oli damunt tela                                                                  | 200 x 200          | Fundació Joan Miró                                              | Barcelona        |
| Constel·lació silenciosa | 1970        | Bronze                                                                                     | 68,5 x 34 x 15     | Fundació Joan Miró                                              | Barcelona        |
| L'escala de l'ull que s'evadeix                                                                                                | 1971        | Bronze                                                                                     | 80,8 x 29,5 x 18,3 | Fundació Joan Miró                                              | Barcelona        |
| Monument erigit al mig de l'oceà a major glòria del vent                                                                       | 1969        | Bronze                                                                                     | 132,5 x 63 x 18    | Fundació Joan Miró                                              | Barcelona        |
| Dona | 1970        | Bronze                                                                                     | 55,5 x 29 x 10,5   | Fundació Joan Miró                                              | Barcelona        |
| Cap, 1940 | 1974        | Acrílic damunt tela                                                                        | 65 x 50            | Fundació Joan Miró                                              | Barcelona        |
| Cap, 1940 | 1974        | Acrílic damunt tela                                                                        | 61 x 38,5          | Fundació Joan Miró                                              | Barcelona        |
| Focs artificials I | 1974        | Acrílic damunt tela                                                                        | 292 x 195          | Fundació Joan Miró                                              | Barcelona        |
| Focs artificials II | 1974        | Acrílic damunt tela                                                                        | 292 x 195          | Fundació Joan Miró                                              | Barcelona        |
| Focs artificials III | 1974        | Acrílic damunt tela                                                                        | 292 x 195          | Fundació Joan Miró                                              | Barcelona        |
| Personatge, ocell | 1973        | Collage i Acrílic damunt tela                                                              | 209 x 137          | Fundació Joan Miró                                              | Barcelona        |
| L'esperança del navegant I | 1968        | Oli damunt tela                                                                            | 24,5 x 41          | Fundació Joan Miró                                              | Barcelona        |
| L'esperança del navegant III                                                                                                   | 1968        | Oli damunt tela                                                                            | 24,5 x 41          | Fundació Joan Miró                                              | Barcelona        |
| L'esperança del navegant IV | 1968        | Oli damunt tela                                                                            | 24,8 x 41          | Fundació Joan Miró                                              | Barcelona        |
| L'esperança del navegant VI | 1968        | Oli damunt tela                                                                            | 24,3 x 41,5        | Fundació Joan Miró                                              | Barcelona        |
| Sense títol | 1972        | Tinta xinesa i llapis damunt paper                                                         | 18,9 x 964         | Fundació Pilar i Joan Miró                                      | Mallorca         |
| Sa majestat el rei | 1974        | Escultura-Objecte. Acrílic damunt fusta i bronze, i ferro                                  | 254 x 22,5 x 43    | Fundació Joan Miró                                              | Barcelona        |
| Sa majestat la reina | 1974        | Escultura-Objecte. Acrílic damunt fusta i claus                                            | 210 x 9,3 x 12,5   | Fundació Joan Miró                                              | Barcelona        |
| Sa altesa el príncep | 1974        | Escultura-Objecte. Acrílic damunt fusta i banya                                            | 203 x 19 x 56      | Fundació Joan Miró                                              | Barcelona        |
| Pintura I | 1973        | Oli damunt tela                                                                            | 24 x 19,3          | Fundació Joan Miró                                              | Barcelona        |
| Pintura II | 1973        | Oli damunt tela                                                                            | 27,1 x 19,3        | Fundació Joan Miró                                              | Barcelona        |
| Pintura III | 1973        | Oli damunt tela                                                                            | 27,1 x 19,2        | Fundació Joan Miró                                              | Barcelona        |
| Pintura IV | 1973        | Oli damunt tela                                                                            | 33 x 19            | Fundació Joan Miró                                              | Barcelona        |

## Activitats paral·leles

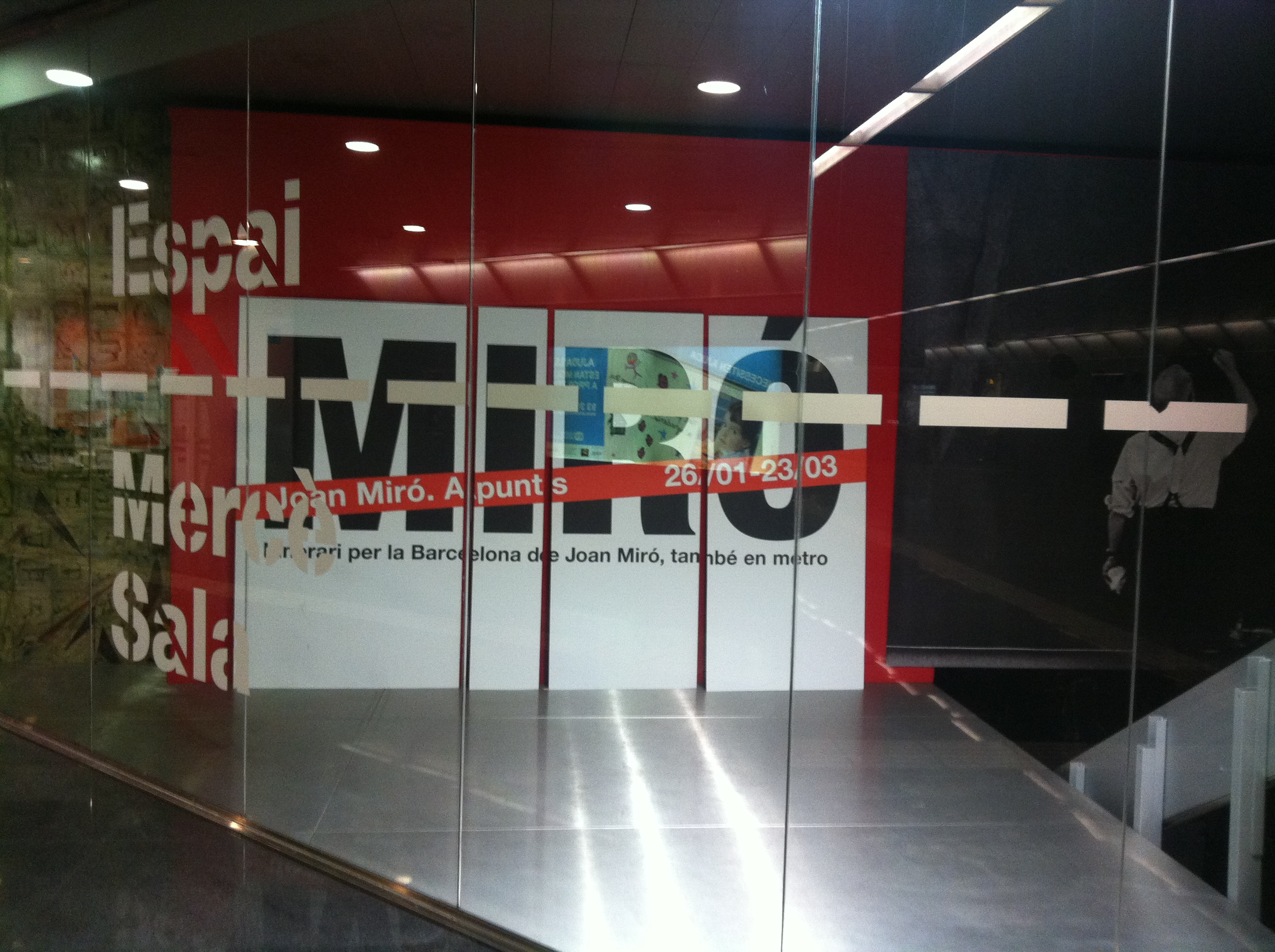
Exposició Joan Miró a l'Espai Mercè Sala de l'estació de Metro Diagonal.

Arran de la retrospectiva es van organitzar diversos esdeveniments arreu, com l'exposició de cartells Joan Miró. Cartells d'un temps, d'un país, que va tenir lloc al Museu d'Història de Catalunya entre el 16 d'octubre de 2011 i el 18 de març de 2012, o unes jornades acadèmiques. També es va crear un itinerari Mironià per la ciutat de Barcelona.
El catàleg de la mostra, editat conjuntament per la Fundació Joan Miró i Tate Modern, disposa de textos de Marko Daniel, Matthew Gale, Christopher Green, Kerryn Greenberg, William Jeffet, María Luisa Lax, Robert S. Lubar, Joan M. Minguet Batllori i Teresa
Montaner, i es van fer tres edicions, en català, castellà i anglès.
Al final de l'exposició, presos de la Presó Model de Barcelona que treballaven al taller de confecció auspiciat pel Centre d'Iniciatives per a la Reinserció (CIRE), van convertir les banderoles en bosses, fundes per a iPad i davantals.

## Multimèdia

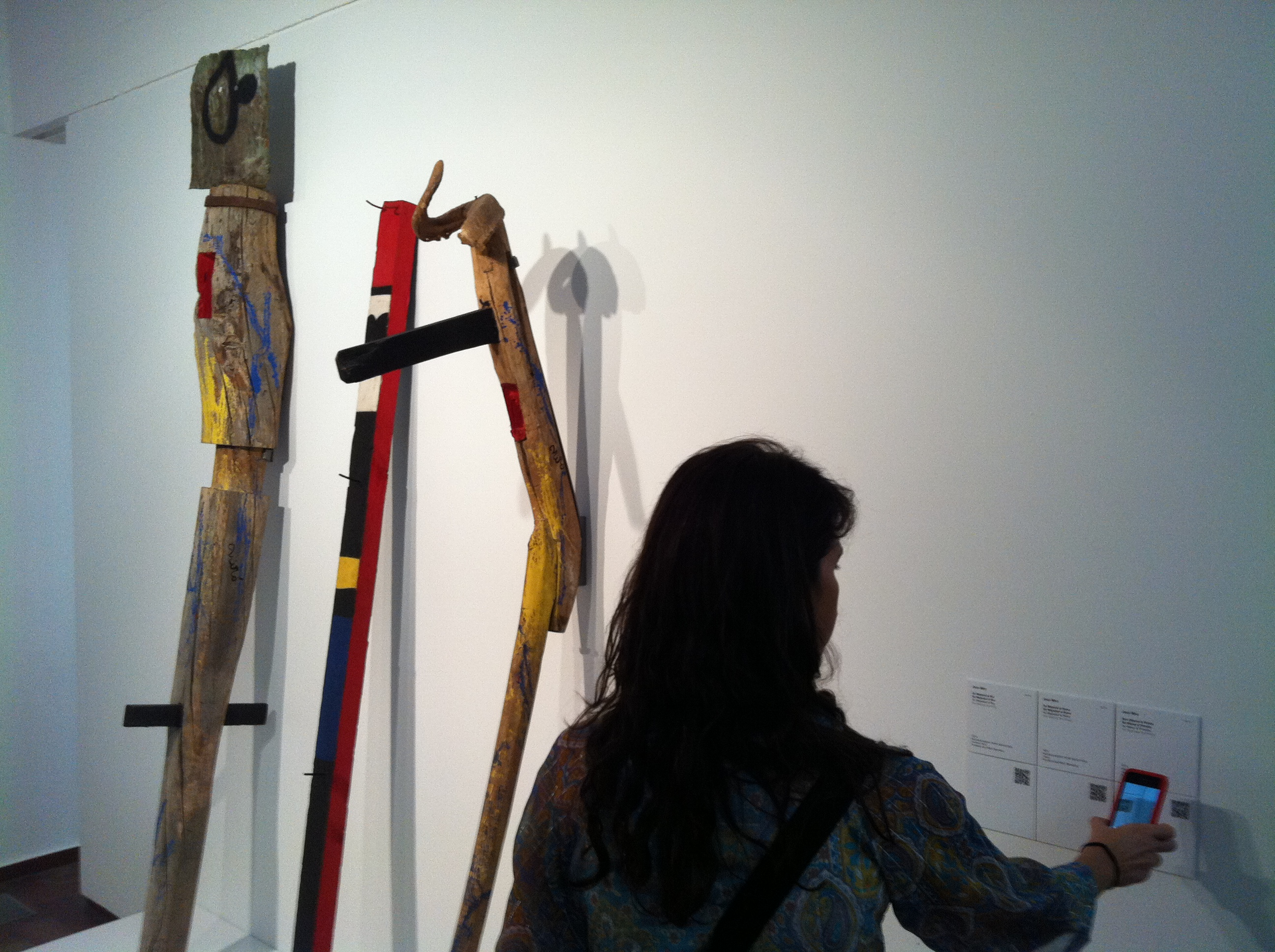
Una visitant escanegant un codi de QRpedia.

La Fundació va crear una aplicació per a dispositius mòbils amb informació sobre la Fundació, l'exposició, un lector de
codis QR i l'Itinerari per la Barcelona de Joan Miró.
Algunes de les obres destacades de l'exposició disposen de codis QR a les cartel·les, generats amb QRpedia, que adrecen als corresponents articles de la Viquipèdia, presentant l'article en l'idioma en què el telèfon estigui configurat, gràcies a una col·laboració amb Amical Wikimedia.
A més, la Fundació va signar un acord amb els Transports Metropolitans de Barcelona, previst en dues fases. En la primera, entre el 3 d'octubre i el 30 de desembre de 2011, es van enganxar codis QR en algunes estacions del metro de Barcelona, relacionades amb l'itinerarió mironià a Barcelona. La segona fase de la col·laboració, realitzada entre el 17 de gener i el 30 de març de 2012, va consistir en un seguit d'intervencions artístiques a les estacions de Catalunya (L3), Liceu (L3), Estació Drassanes (L3), Paral·lel (L3), Espanya (L3), Tarragona (L3), Jaume I (L4), Urquinaona (L4) i al passadís del Funicular de Montjuïc (L3). També es va fer una inauguració amb algunes fotos familiars de Joan Miró a l'Espai Mercè Sala, la sala d'exposicions del metro de Barcelona.

## Recepció
L'historiador de l'art, crític i especialista en Miró, Joan M. Miguet, va dir sobre l'exposició: «"L'escala de l'evasió" és una exposició antològica disfressada de tesi, o potser a l'inrevés.» Segons Minguet, «és la primera exposició que repensa Miró i d'aquesta manera obre una etapa nova. Perquè Miró és un dels artistes més ben cartografiats del segle XX: hi ha el catàleg raonat amb totes les obres, se n'han localitzat els esbossos, se n'ha recuperat l'epistolari… 'Per això ara és l'hora de tornar a Miró i rellegir-lo»

## Premis i reconeixements
L'exposició va rebre gairebé 200.000 visitants i va ser premiada per l'Associació Catalana de Crítics d'Art (ACCA).